# ヒムナシオ・オリンピコ・フアン・デ・ラ・バレラ
ヒムナシオ・オリンピコ・フアン・デ・ラ・バレラ（スペイン語表記:Gimnasio Olímpico Juan de la Barrera）はメキシコシティに所在する屋内競技施設である。1968年メキシコシティーオリンピックのバレーボール競技会場として建設された。同オリンピックで競泳競技会場となったフランシスコ・マルケス・オリンピックプール（スペイン語版）に隣接しており、敷地面積は11,152m2を有する。
アリーナを囲む観客席は2層からなり、収容人員は5,242人である。また施設としてはウォームアップゾーン、シャワー室、更衣室、救護施設などがある。
また本施設ではAAAなどによるルチャリブレのイベントが行われている。